# Hubert Houben
Hubert Houben (Heinsberg, 4 febbraio 1953) è uno storico tedesco, cittadino italiano dal 1988.

## Biografia
Houben è dal 2001 Professore ordinario di Storia medievale e dal 2007 Presidente del Centro interdipartimentale di ricerca sull'Ordine Teutonico nel Mediterraneo (CIROTM) dell'Università del Salento a Lecce.
Ha insegnato nelle Università di Potenza (Università della Basilicata) (1983-84) e di Bologna (1992-94); è stato Senior Visiting Research Fellow al St John's College di Oxford (1991/92), Direttore reggente dell'Istituto Internazionale di Studi Federiciani del CNR a Potenza-Castel Lagopesole (1994), Visiting Professor nelle Università di Vienna (1997) e Berlino (FU Berlin, 1999). Dal 2008 al 2016 è stato Vicepresidente, dal 2016 al 2022 Presidente della Commissione Storica Internazionale per la ricerca sull'Ordine Teutonico (Internationale Historische Kommission zur Erforschung des Deutschen Ordens) (Vienna), di cui è membro dal 2000. Dal 2002 al 2018 è stato membro della Commission internationale pour l'histoire des villes. Dal 2007 al 2015 è stato membro del Consiglio scientifico dell'Istituto Storico Germanico di Roma.
Dal 2010 è Socio dell'Accademia Pontaniana a Napoli, dal 2017 Socio dell'Accademia Nazionale dei Lincei, Roma. 
Dal 2016 è membro del Consiglio scientifico del progetto "L'edizione dei diplomi dell'imperatore Federico II" della Commissione Storica dell'Accademia Bavarese delle Scienze (Bayerische Akademie der Wissenschaften) a Monaco di Baviera, dal 2002 membro del Comitato scientifico del Centro di Studi normanno-svevi dell’Università di Bari.

## Opere principali
- Federico II e i cavalieri teutonici in Capitanata. Recenti ricerche storiche e archeologiche. Atti del Convegno internazionale di studio (Foggia-Lucera-Pietramontecorvino, 10-13 giugno 2009), a cura di Pasquale Favia, Hubert Houben e Kristjan Toomaspoeg, Congedo editore, Galatina, 2012, ISBN 9788880869887
- Lettere degli ambasciatori estensi sulla guerra di Otranto (1480-81). Trascrizioni ottocentesche conservate a Napoli, a cura di Hubert Houben, 2 voll., Congedo editore Galatina, 2013, ISBN 9788867660209
- I normanni, il Mulino, 2013, ISBN 978-88-15-24463-5
- Federico II. Imperatore, uomo, mito, il Mulino, 2009, ISBN 978-88-15-13338-0
  - Kaiser Friedrich II. (1194-1250). Herrscher, Mensch und Mythos, Kohlhammer, Stuttgart, 2008, ISBN 978-3-89678-024-9.
  - La conquista turca di Otranto (1480) tra storia e mito. Atti del Convegno internazionale di studio Otranto-Muro Leccese, 28-31 marzo 2007, a cura di Hubert Houben, 2 voll., Congedo editore, Galatina, 2008 ISBN 9788880868293 ISBN 9788880868309,
  - Otranto nel Medioevo tra Bisanzio e l'Occidente, a cura di Hubert Houben, Congedo editore, Galatina, 2007, ISBN 9788880867371.
- 2003: Normanni fra Nord e Sud. Immigrazione e acculturazione nel Medioevo, Di Renzo Editore
- 2001-2003: Nord e Sud: l'immagine di due città del Mezzogiorno d'Italia (Brindisi e Otranto) in resoconti di viaggiatori (secc. XIV-XVI), in Imago urbis. L'immagine della città nella storia d'Italia, a cura di Francesca Bocchi e Rosa Smurra, Roma 2003, pp. 309–322.
- I castelli del Mezzogiorno normanno-svevo nelle fonti scritte, a cura di H. Houben e Oronzo Limone, in Federico II «puer Apuliae». Storia, arte, cultura. Atti del Convegno internazionale di studio, Galatina, 2001
- 1999: Ruggero II di Sicilia. Un sovrano tra Oriente e Occidente, Laterza.
  - Roger II. von Sizilien. Herrscher zwischen Orient und Okzident, Wissenschaftliche Buchgesellschaft, Darmstadt, 1997 ISBN 978-3-89678-024-9.
  - Roger II of Sicily: A Ruler Between East and West, Cambridge University Press, 2002, ISBN 978-0-521-65573-6
- 1996: Mezzogiorno normanno-svevo. Monasteri e castelli, ebrei e musulmani, Liguori
- 1995: Die Abtei Venosa und das Mönchtum im normannisch-staufischen Süditalien, Volume 80 di «Bibliothek des Deutschen Historischen Instituts in Rom», M. Niemeyer, 1995, ISBN 3-484-82080-2
- 1989: Tra Roma e Palermo. Aspetti e momenti del Mezzogiorno medioevale, Congedo Editore
- 1987: Medioevo monastico meridionale, Liguori.
- 1984: Il libro del capitolo del monastero della Ss. Trinità di Venosa (Cod. Casin. 334), Congedo.

### Voci per l'Istituto dell'Enciclopedia Italiana
Dizionario biografico degli italiani
- Egidio, abate di Venosa e Montecassino  · Elia, arcivescovo di Bari  · Elvira, regina di Sicilia  · Enrico, conte di Monte Sant'Angelo  · Enrico Pescatore, conte di Malta  · Enrico di Navarra, conte di Montescaglioso  · Eustasio, abate di Ognissanti e rettore di S. Nicola di Bari · Goffredo (III), signore di Lecce, conte di Montescaglioso  · Grimoaldo Alferanite, signore/principe di Bari  · Guglielmo d'Altavilla, duca di Puglia  · Matteo Marchiafava

Enciclopedia federiciana
- Andrea Cicala  · Sistema dei castelli del Regno di Sicilia · Domus · Enrico di Malta  · Enrico di Morra  · Ermanno di Salza  · Gualtiero di Brienne  · Gualtiero di Palearia, arcivescovo  · Gualtiero di Palearia, conte di Manoppello  · Guglielmo Capparone  · Matteo Marclafaba  · Melfi · Otranto · Provisores castrorum  · Statutum de reparatione castrorum  · Tommaso di Gaeta

## Premi
- 2022: "Costa Normanna International, Premio Federico II" (Roma)
- 2021: "Humboldt-Forschungspreis" (Humboldt research award)
- 2014: "Premio Umanesimo della Pietra per la Storia" (Martina Franca, TA);
- 2010: Cittadinanza onoraria della città di Otranto "per i fondamentali e originali contributi alla conoscenza storica della Città di Otranto dal Medioevo all'età protomoderna";
- 2009: "Premio  Saturo  d’Argento" (Leporano, TA) per  le  sue  ricerche   sulla  storia  del  Salento  medievale;
- 2007: "Premio Galeone" (Taranto) “in riconoscimento dei suoi importanti contributi scientifici e per le sue ricerche sulla storia di Taranto”;
- 2002: "Premio Federichino" (tedesco: "Friedrichspreis") della Fondazione Federico II di Palermo, della Fondazione Federico II Hohenstaufen di Jesi e della Gesellschaft für Staufische Geschichte di Göppingen “per la rilevante opera di ricerca e le numerose, approfondite e premiate pubblicazioni sulla storia del Mezzogiorno nel Medioevo, in particolare sui rapporti fra Italia e Germania”;
- 2000: "Premio Basilicata" (Potenza) per il libro Ruggero II di Sicilia: un sovrano tra Oriente e Occidente.